# Netelia turgida
Netelia turgida là một loài tò vò trong họ Ichneumonidae.